# Grete von Urbanitzky
Grete von Urbanitzky (* 9. Juli 1891 in Linz, Österreich-Ungarn; † 4. November 1974 in Genf) war eine österreichische Schriftstellerin, Übersetzerin und Journalistin.

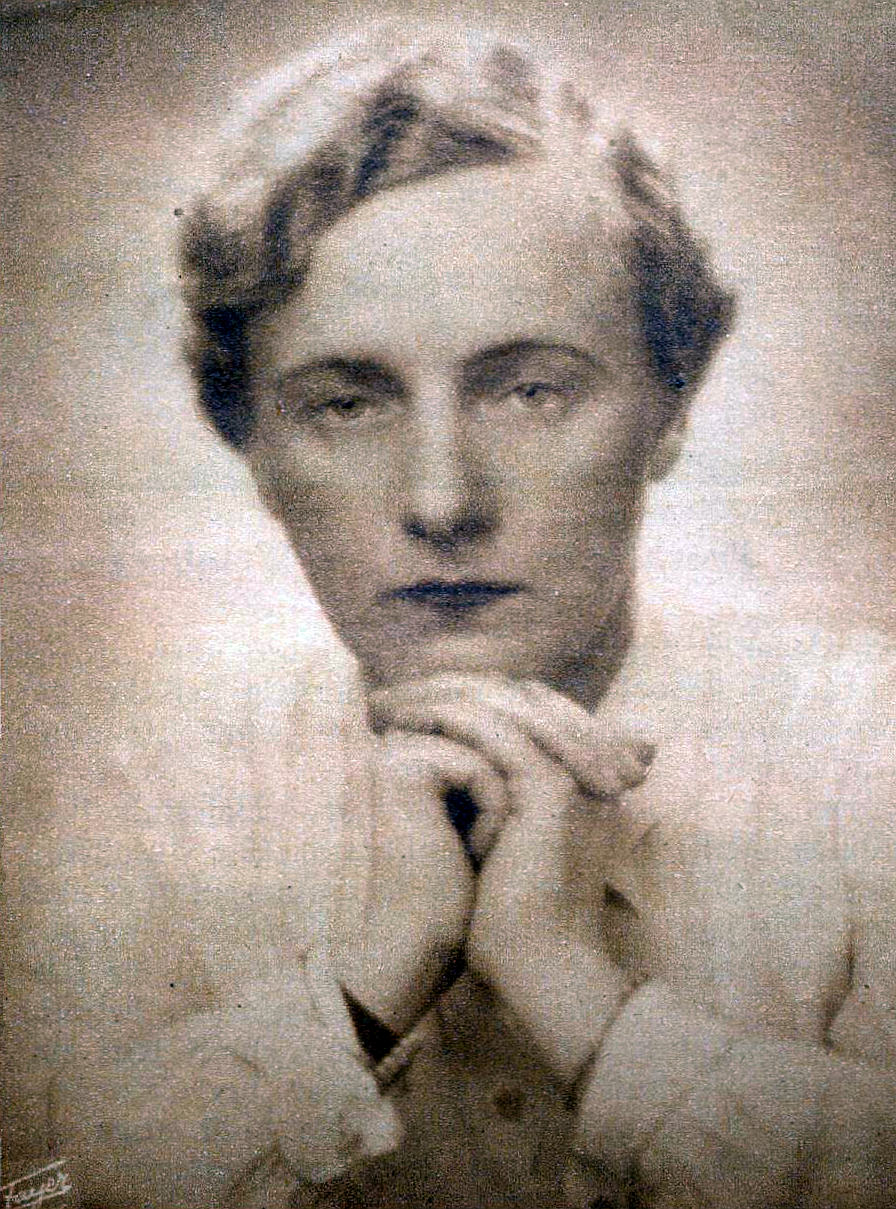
Aufnahme von Georg Fayer (~1930)

## Leben
Grete von Urbanitzky ist die älteste der fünf Töchter eines Ehepaars, das einer deutschsprachigen Minderheit der Donaumonarchie in Siebenbürgen und im Banat angehörte. Sie erhält eine fundierte Bildung, die für Frauen zu dieser Zeit nicht selbstverständlich ist und besucht das Lyzeum in Linz, sowie ein Gymnasium in Zürich. Anschließend studierte sie Naturwissenschaften und Philosophie in Zürich, bricht dieses aufgrund literarischer Erfolge nach kurzer Zeit ab. Anhand ihrer autobiografischen Skizzen aus der Zeit des Ersten Weltkrieges betont sie ihre deutsche Abstammung mehrmals. In den 1960er-Jahren bezieht Urbanitzky sich auf ihr verwandtschaftliches Verhältnis zweier französischer Großmütter. Mit ihrem Vater ist sie eng verbunden, beide haben Kontakte zu deutschnationalen Kreisen, die sich auch in ihrer politischen Einstellung zeigen. 1909 zieht Urbanitzky nach Wien und lebt mit Mia (Maria) Passini bis zu Passinis Heirat im Jahr 1945 zusammen. Passini war Freundin und Mitarbeiterin von Urbanitzky und begleitete sie auf Reisen.
Ihre Romane befassten sich vor allem mit der Stellung der Frau bzw. Künstlerin in Gesellschaft und Öffentlichkeit der damaligen Zeit, thematisierten weibliche Homosexualität ebenso wie Kritik an der bestehenden, bürgerlichen Sexualmoral. Bereits in den zwanziger Jahren drang ihr Ruf über die Grenzen Österreichs hinaus: Máo Dùn, einer der bedeutendsten Romanciers der chinesischen Gegenwartsliteratur, stellte Grete von Urbanitzky als vielversprechende junge Schriftstellerin vor, Zitat: Unter den jungen österreichischen Schriftstellerinnen ist Grete von Urbanitzky die berühmteste...
Trotz ihrer freiheitlichen Vorstellungen in Bezug auf Sexualität und bestehender Freundschaften mit jüdischen Schriftstellern wie Felix Salten, Nelly Sachs und Gertrud Isolani war Grete von Urbanitzkys politische Gesinnung zutiefst nationalistisch geprägt, sie lebte ab 1933 in Berlin, solidarisierte sich mit deutschnationalen Schriftstellern, weigerte sich, auf dem PEN-Kongress in Ragusa die Bücherverbrennung durch die Nationalsozialisten zu verurteilen und initiierte nicht zuletzt dadurch die Spaltung des von ihr 1923 mitbegründeten österreichischen P.E.N.-Clubs, dessen erste Generalsekretärin sie war.
Ihre Werke werden in Deutschland bereits 1934 indiziert, 1941 ihr Gesamtwerk verboten, darunter der Lesbenroman Der wilde Garten (1927). Nachdem auch ihre Mutter zunehmend Opfer von Repressalien geworden war, sah sich Grete von Urbanitzky gezwungen, nach Frankreich zu emigrieren, worauf sie sich von ihrer bisherigen Haltung zum Nationalsozialismus distanzierte. Nach dem Zweiten Weltkrieg erhob sie vergeblich den Anspruch, ein Opfer des Nationalsozialismus gewesen zu sein. Sie konnte an ihre früheren schriftstellerischen Erfolge nicht mehr anknüpfen und arbeitete zuletzt als Korrespondentin bei den Vereinten Nationen in Genf, wo sie 1974 verstarb.

## Werke (Auswahl)
- Hassgesang gegen Italien, Worte von G. v. Urbanitzky, A. R. Bleibtreu. Vertonung Artur Löwenstein, Krenn, Wien 1915.
- Das andere Blut, Roman, R. Wunderlich, Leipzig 1920.
- Der verflogene Vogel, Gedichte, Wiener Literarische Anstalt, Wien 1920.
- Die Auswanderer, Roman, Wiener Literarische Anstalt, Wien 1921.
- Die goldene Peitsche, Roman, Hermann Haessel, Leipzig 1922. (Online bei ALO).
- Masken der Liebe, Novellen, Haessel, Leipzig 1922.
- Maria Alborg, Roman, Haessel, Leipzig 1923.
- Mirjams Sohn, Roman, Engelhorn, Stuttgart 1926.
- Der wilde Garten, Roman, Hesse und Becker, Leipzig 1927. (Online bei ALO).
- Eine Frau erlebt die Welt, Roman, Zsolnay, Berlin-Wien-Leipzig 1932.
- Karin und die Welt der Männer, Roman, Zsolnay, Berlin-Wien-Leipzig 1933.
- Heimkehr zur Liebe, Roman, Zsolnay, Berlin 1935.
- Nina, Roman, Zsolnay, Berlin 1935.
- Es begann im September ..., Roman, Scherz Verlag, Bern 1940.
- Begegnung in Alassio, Roman, Neues Österreich, Wien 1951.

Neben ihrem eigenen Werken übersetzte sie auch aus dem Englischen, Italienischen und Französischen, u. a. von Claude Anet.